# Foxe
     Nunavut
     Grenlandia
     Quebec
     Nowa Fundlandia i Labrador
     Manitoba
     Ontario

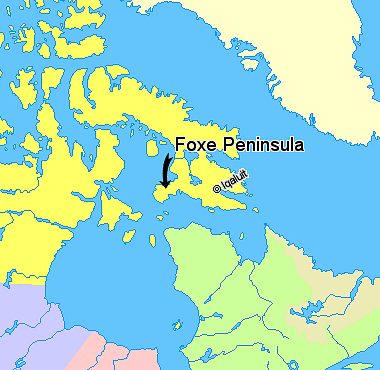
Foxe Peninsula, Kanada.
Nunavut
Grenlandia
Quebec
Nowa Fundlandia i Labrador
Manitoba
Ontario

Foxe – równinny półwysep w południowej części Ziemi Baffina. Wcina się w morze w kierunku południowo-zachodnim oddzielając od siebie Basen Foxe’a i Cieśninę Hudsona. Jego najbardziej wysunięty na zachód punktem jest przylądek Cape Queen. 
Półwysep jest pokryty tundrą arktyczną.
W południowej części półwyspu znajduje się inuicka osada Kinngait.
Półwysep został nazwany na cześć angielskiego odkrywcy Luke’a Foxe’a.